# بوبي كامبل (لاعب كرة قدم)
بوبي كامبل (بالإنجليزية: Bobby Campbell)‏ (13 سبتمبر 1956 ببلفاست في المملكة المتحدة - 15 نوفمبر 2016 بهدرسفيلد في المملكة المتحدة) هو لاعب كرة قدم بريطاني في مركز الهجوم، شارك في كأس العالم 1982. وشارك مع منتخب أيرلندا الشمالية لكرة القدم. أما مع النوادي، فقد لعب مع أستون فيلا وبرادفورد سيتي وديربي كاونتي وشيفيلد يونايتد وهدرسفيلد تاون وويغان أتلتيك وفانكوفر وايتكابس ونادي هاليفاكس تاون وBrisbane City FC ‏.

## وصلات خارجية
- بوبي كامبل على موقع الاتحاد الدولي (مؤرشف)  (الإنجليزية)
- بوبي كامبل على موقع قاعدة بيانات كرة القدم.إي يو (الإنجليزية)
- بوبي كامبل على موقع ناشيونال فوتبول تيمز (الإنجليزية)
- بوبي كامبل على موقع عالم كرة القدم.نت (الإنجليزية)